# La La Land (песня)
«La La Land» — песня, записанная американской певицей и автором песен Деми Ловато для её дебютного студийного альбома Don’t Forget. Песня была выпущена в качестве второго сингла с альбома 18 декабря 2008 года лейблом Hollywood Records. Авторами песни выступили сама Ловато, вместе с Ником, Джо и Кевином Джонас — участниками группы Jonas Brothers, которые спродюсировали песню вместе с Джоном Филдсом. Песня повествует о том, чтобы быть самим собой в Голливуде и не позволять другим людям менять тебя. В музыкальном плане песня представляет собой гитарный поп-рок, а текст песни говорит о том, что Ловато чувствует себя «не на своем месте» в Голливуде.
Песня была встречена положительными отзывами критиков. Коммерчески «La La Land» достигла пика на пятьдесят втором месте в Billboard Hot 100 и тридцать пятом месте в UK Singles Chart. Песня достигла своего наивысшего пика в Ирландии, где заняла тридцатую строчку в ирландском чарте синглов. Он был менее успешным в Австралии и Германии, где достиг пика в нижней половине чартов. Песня была использована для продвижения ситкома Ловато на канале Disney «Дайте Санни шанс», а в видеоклипе на песню снялись исполнители главных ролей сериала.

## Выпуск
«La La Land» одна из шести песен из дебютного альбом Ловато Don’t Forget (2008), которые были написаны в соавторстве с Jonas Brothers. Ловато сказала, что было «важно» включить Jonas Brothers в свой альбом, потому что «в смысле, просто посмотрите, насколько они успешны. Я была бы рада услышать их мнение в любое время, потому что они, очевидно, делают что-то правильно». Группа также исполнила бэк-вокал и записала гитарные партии для песни. Она была спродюсирована Jonas Brothers и Джоном Филдсом, причём последний также играл на бас-гитаре, гитарах и клавишных. В песне также присутствуют Девин Бронсон, который исполнил гитарное соло, и Дориан Крозье, игравший на барабанах. В интервью Ловато объяснила, что песня о том, чтобы быть собой, когда ты окружена «давлением славы». Она сказала: «Вы попадаете в Голливуд, и часто люди могут попытаться сформировать вас и сделать из вас кого хотят. Эта песня о том, чтобы всё было по-настоящему, и что нужно стараться оставаться самим собой, когда ты в Голливуде».
«La La Land» была выпущена в качестве второго сингла с альбома 18 декабря 2008 года. Позже она была выпущен в Соединенном Королевстве 31 мая 2009 года вместе с новой песней «Behind Enemy Lines», которая также была выпущена в делюкс-издании альбома Don’t Forget. 1 июня 2009 года был выпущен CD-сингл с концертной версией песни из фильма «Рок в летнем лагере» «This Is Me», которая была записана для фильма Jonas Brothers: The 3D Concert Experience.

## Композиция
«La La Land» — гитарная поп-рок-песня. Согласно нотной записи, опубликованной на Musicnotes.com компанией Sony/ATV Music Publishing, песня написана в ритме обычного времени с умеренной частотой ударов 84 удара в минуту. Она написана в тональности Ля мажор? а вокальный диапазон Ловато простирается от низкой ноты F♯3 до высокой ноты E5. Песня имеет базовую последовательность F♯m-D-E в качестве последовательности аккордов. Лирически, песня повествует о том, что Ловато чувствует себя «не в своей тарелке» в Голливуде, со строчками вроде «Who said I can’t wear my Converse with my dress? / Кто сказал, что я не могу надеть конверсы с платьем?)», и «I’m not a supermodel, I still eat McDonald’s / Я не супермодель, я всё также ем в Макдональдсе». Эд Мейсли из The Arizona Republic сравнил лирику песни с песней Майли Сайрус «Party in the U.S.A.», а гитарные партии с работами английской группы The Clash.

## Видеоклип
Режиссёрами клипа выступили Брендан Мэллой и Тим Уилер. Он был использован для продвижения готовящегося к выходу ситкома Ловато на канале Disney Channel «Дайте Санни шанс». В интервью MTV News, Ловато сказала, что клип «действительно отображает шоу. Я очень взволнована по этому». Говоря о клипе, режиссёр Мэллой сказал: «Идея видео состоит в том, чтобы создать этот гиперреальный мир, это слово, которое мы продолжаем использовать — „La La Land“. Слава определённо ударила всем в голову. Это больше похоже на то, что [Ловато] — единственная в этом мире, до которой слава не добралась». По словам Ловато, её коллеги по шоу «Дайте Санни шанс» играют «стереотипных голливудских, лос-анджелесских […] больших людей». Премьера клипа состоялась 19 декабря 2008 года на телеканале Disney Channel. Он был выпущен в iTunes Store 20 января 2009 года. В клипе, строчка «I still eat McDonald’s / Я всё ещё ем в Макдональдсе» была изменена на «I still eat at Ronald’s / Я всё ещё ем в Рональдсе». Джефферсон Рид из E! Online похвалил клип, написав, что «Высмеивать голливудских фальшивок для нас всегда круто, и бонусные баллы Деми Ловато за то, что она делает это, находясь в замечательной форме. Насаживая машину 'Ла-Ла-Ленд' на вертел с дерзостью и выдержкой, последняя рок-звезда Disney, похоже, в конечном итоге может устроить Майли Сайрус настоящую гонку за её деньгами».
В клипе снялись коллеги Ловато по шоу «Дайте Санни шанс» — Тиффани Торнтон, Стерлинг Найт, Брендон Мичал Смит, Даг Брошу, Элисон Эшли Арм, Майкл Корстоф, а также старшая сестра певицы, Даллас Ловато. Видео начинается с того, что Ловато даёт интервью в ток-шоу под названием «Ходят слухи с Бенни Беверли» (Брошу). Представив её публике, Беверли спрашивает Ловато, каково это — быть звездой. Затем зрителям демонстрируется видео, которое служит основной частью клипа. В Голливуде Ловато проходит мимо «be seen section», и сталкивается на улице с незнакомцем, которого фотографирует папарацци (Найт). Затем женщина читает бульварный журнал с Ловато и «таинственным мужчиной» на обложке. Затем видео переходит к Ловато и актёрскому составу шоу «Дайте Санни шанс» на мероприятии с красной ковровой дорожкой, где папарацци фотографируют Ловато в конверсах с платьем. Затем Ловато показывают на съёмках рекламы духов в розовом парике и с макияжем. Она чувствует себя некомфортно и в конце концов отказываются сотрудничать, что злит директора (Смит). Затем видео возвращается к «Ходят слухи с Бенни Беверли», которое сопровождается аплодисментами зрителей, и заканчивается тем, что Беверли хвалит Ловато.

## Живые выступления
Ловато исполнила «Get Back» и «La La Land» на «детской инаугурации» 19 января 2009 года, в Вашингтоне, в Verizon Center. Мероприятие было проведено в честь инаугурации Барака Обамы в качестве президента Соединенных Штатов. 7 апреля 2009 года Ловато исполнила «La La Land» в восьмом сезоне «Танцев со звёздами». Во время представления Бенджи Швиммер и Торри Смит танцевали вместе. 25 апреля 2009 года Ловато исполнила эту песню в финальном эпизоде конкурса певцов «My Camp Rock» (Великобритания), где она также вручила награду победительнице Холли Халл.
Летом 2008 года Ловато исполнила эту песню как в туре Warm Up, так и в туре Jonas Brothers Burnin' Up Tour, в последнем она выступила на разогреве. Летом 2009 года песня исполнялась в рамках Summer Tour 2009. В 2010 песня исполнялась в рамках турне South American tour. Ловато включила песню в своё выступление в рамках Jonas Brothers Live in Concert World Tour 2010. Скот Мервис из Pittsburgh Post-Gazette написал, что Ловато исполнила «энергичную, громкую» версию песни. В сентябре 2011 года, Ловато исполнила песню на своём концерте An Evening with Demi Lovato, в попурри с «Get Back» и «Here We Go Again». В таком же попурри песня была исполнена в турне A Special Night with Demi Lovato. В турне Neon Lights к попурри была добавлена «This is Me». В 2022 году Ловато включила песню в сет-лист турне Holy Fvck.

## Отзывы
Фрейзер Макэлпайн из BBC Music написал положительный отзыв о песне и оценил её на четыре звезды из пяти. Он написал: «Итак, по сути, написание такой песни — это каменистая почва, но хорошая новость в том, что Деми обычно воспринимается как яркая, энергичная девушка из соседнего дома, так что это звучит не так уж нелепо, когда она настаивает на том, что она всё ещё вполне нормальная, на самом деле». Макэлпайн завершил свой обзор, написав: «Вы почти слышите, как включаются камеры папарацци, когда она поет. […] Конечно, единственное, о чём ей сейчас нужно беспокоиться, так это о том, что, сделав это очень публичное заявление, если она хоть на секунду промахнётся, мы все будем наблюдать…». Джуди Коулман из The Boston Globe сказала, что Ловато демонстрирует «свои черты Gen-Y» и «специально рифмует 'everything’s the same' с 'the La-La land machine' — произносится, конечно, как 'ма-ШЕЙН'». Стивен Томас Эверлайн из Allmusic отметил трек как один из лучших на Don’t Forget. Эд Мейсли из The Arizona Republic Включил «La La Land» на восьмое место в свой список «Топ-10 девушек Диснея» и написал: «Девушки Диснея просто от природы страдают от неуверенности или всё это заговор, чтобы казаться более реальными? Как и 'Party in the U.S.A.' Майли, эта песня о том, как Ловато чувствует себя не на своём месте в Ла-Ла-Ленде».

## Список композиция
| - Американский/европейский CD-сингл 1. «La La Land» — 3:16 2. «This Is Me» (живое исполнение с Jonas Brothers) — 3:22 - Цифровая дистрибуция 1. «La La Land» — 3:16 2. «Behind Enemy Lines» — 2:49 | - Цифровой EP 1. «La La Land» — 3:16 2. «La La Land» (Wideboys Radio Mix) — 3:13 3. «La La Land» (Wideboys Club Mix) — 6:09 |

## Участники записи
Запись и управление
- Записано в студии Wishbone (Северный Голливуд, Калифорния)
- Микширован в Mix LA
- Мастеринг в Sterling Sound
- Сама компания Seven Peaks Music obo и издательство Demi Lovato Publishing (ASCAP); издательство Jonas Brothers Publishing LLC (BMI)/Sony/ATV Songs LLC, управляемое Sony/ATV Music Publishing. все права защищены. Используется с разрешения.

Персонал
- Деми Ловато — вокал, авторство
- Ник Джонас — написание песен, гитары, бэк-вокал
- Джо Джонас — авторство, бэк-вокал
- Kevin Jonas II — авторство, гитары, бэк-вокал
- Дориан Крозье — ударные
- Джон Филдс — бас, гитары, клавишные, программирование, продюсирование, запись
- Девин Бронсон — соло на гитаре
- John Taylor — гитары, бэк-вокал
- Jonas Brothers — продакшн
- Крис Лорд-Алдж — сведение звука
- Ник Карпин — ассистент
- Тед Дженсен — мастеринг

Адаптировано из буклета к альбому Don’t Forget.

## Чарты
10 января 2009, «La La Land» дебютировал в Billboard Hot 100 под номером 83. На следующей неделе он поднялся до номера 56. Он этой же неделе он дебютировал в чарте Hot Digital Songs под номером 42. 31 января того же года, сингл достиг своего пика, заняв 52-ю строчку в Billboard Hot 100 и 27-ю строчку в Hot Digital Songs. На сегодняшний день в Соединенных Штатах было продано 935 000 цифровых копий, согласно Nielsen SoundScan.
В Великобритании, в UK Singles Chart, песня дебютировала под номером 63 2 мая 2009 года. На следующей неделе она достигла своего пика на 35 и провела в чарте в общей сложности семь недель. В Ирландии она дебютировала под номером 30, что стало её пиком. В Германии песня дебютировала под номером 82 и провела в чарте всего одну неделю. В Австралии сингл достиг своего пика на 76-м месте 11 мая 2009 года.
| Чарт (2009)                                 | Высшая позиция |
| ------------------------------------------- | -------------- |
| Австралия (ARIA)                            | 76             |
| Канада (Hot Canadian Digital Songs)         | 70             |
| Европа (Billboard European Hot 100 Singles) | 91             |
| Германия (GfK)                              | 82             |
| Ирландия (IRMA)                             | 30             |
| Шотландия (OCC Scotland)                    | 18             |
| Великобритания (OCC UK Singles)             | 35             |
| США (Billboard Hot 100)                     | 52             |
| США (Billboard Pop 100)                     | 93             |